# NGC 7398
NGC 7398 é uma galáxia espiral (Sa) localizada na direcção da constelação de Pisces. Possui uma declinação de +01° 12' 06" e uma ascensão recta de 22 horas, 52 minutos e 49,2 segundos.
A galáxia NGC 7398 foi descoberta em 2 de Outubro de 1856 por William Parsons.